# Slaget ved São Mamede
Slaget ved São Mamede (portugisisk: Batalha de São Mamede) fandt sted den 24. juni 1128 nær Guimarães og anses for den afgørende begivenhed for grundlæggelsen af Portugal. Portugisiske styrker under Alfons 1. besejrede styrker anført af hans mor Theresa, grevinde af Portugal og hendes elsker Fernão Peres de Trava. Efter slaget ved São Mamede tegnede den senere konge sig selv som "Prins af Portugal". Fra 1139 blev han kaldt "Konge af Portugal" og blev anerkendt som sådan af de omkringliggende kongeriger i 1143.

## Baggrund
I slutningen af det 11. århundrede var Henrik af Burgund, en ridder fra Burgund og efterkommer af kong Robert 2. af Frankrig på jagt efter eventyr i Hispania. Han kæmpede mod maurerne sammen med Alfons 6. af León. I anerkendelse af hans indsat i Hispania gav kongen ham grevskabet Portugal. Med denne gave fulgte en genoprettet titel. På grund af den tidligere indehavers forsøg på at opnå uafhængighed nogle år tidligere var den blevet afskaffet. Henrik blev greve af Portugal, og Theresa, en af Alfons døtre blev hans hustru.
I 1095 var grevskabet underlagt Kongeriget Galicien, som igen var underlagt Kongeriget León. I 1097 blev Portugal direkte underlagt León, men allerede fra de første år blev Henrik påvirket af grevskabets herremænd, som ønskede uafhængighed.
Henrik døde i 1112, og hans kone Regina Tarasia (dronning Theresa, som hun kaldte sig) blev grevinde af Portugal. Hun ønskede at blive uafhængig af sin søster Urraca, som blev dronning af León efter Alfons' død. Ligesom sin mand var Theresa ambitiøs. I et forsøg på at opretholde sit grevskabs autonomi, allierede hun sig med sin søsters fjender, eller med sin søster, alt efter hvad der var mest gunstigt i tiden.
I 1116 erobrede portugiserne to byer i Galicien, Tui og Ourense. Som svar angreb grevinde Theresas søster Urraca af Castilien Theresas besiddelser. Biskop Gelmeres, en ven af en galicisk adelsmand, som var Theresas tjeneste, anførte en revolte i dronning Urracas lejr, og hun blev tvunget til at slutte fred med Theresa.
Urraca døde i 1126. Alfons 7. blev konge af León og Castilien og krævede at Theresa blev hans vasal, hvilket hun afviste. Som svar angreb Alfons Portugal i foråret 1127. Dette styrkede hendes søns magt, da hun havde mistet kongen af Leóns tillid, og hendes søn blev greve af Portugal. Theresa blev en marionet for galicieren Ferdinand Perez de Trava. Theresa og prins Alfons blev fjender, da begge ønskede at tage magten i grevskabet, men kun prins Alfons' støtter var reelt interesseret i fuld uafhængighed.

## Adelige bag grundlæggelsen af Portugal
Kong Alfons 1. var ikke alene i slaget. Rent faktisk blev han presset af herremændene i de vigtigste portugisiske byer, de lokale kirkeledere og af folket til at opnå uafhængighed for grevskabet.
Adelige som kæmpede på kong Alfons' side i slaget:
- Afonso Nunes de Barbosa (1131)
- D. Paio Mendes da Maia (Bragas ærkebiskop)
- Egas Moniz de Cresconhe
- Egas Moniz de Ribadouro (1108–1146)
- Ermígio Moniz de Ribadouro (1128–1135)
- Fernão Captivo (Alferes-Mor)
- Garcia Soares
- Godinho Fafes de Lanhoso
- Gonçalo Mendes da Maia (O Lidador)
- Gonçalo Mendes de Sousa (1154–1167)
- Nuno Soares Velho (1117–1162)
- Paio Mendes
- Paio Ramires Ramirão
- Sancho Nunes de Barbosa (1114–1169)
- Soeiro Mendes de Sousa (1121–1137)

## Slaget
Greverne som dominerede grevskaberne Portucale og Coimbra holdt fast i ideen om uafhængighed, og deres
sammenslutning styrkede deres stilling. Alfons 6. af León, som kendte portugisernes ønsker, forenede hele Galicien under en enkelt hersker, som han valgte blandt sin nære familie. Teresa, Alfons 1.'s mor, kom til Guimarães for at regere det portugisiske grevskab. Portugiserne modsatte sig dette, og slaget gik i gang. Alfons vandt slaget og Portugal begyndte sin rejse mod uafhængighed. I 1129 erklærede han sig for Prins af Portugal og i 1139 Konge af Portugal. León anerkendte til sidst Portugals uafhængighed i 1143 med traktaten i Zamora. I 1179 erklærede paven ham for konge de jure.